# Roses de Piccadilly
Pour plus de détails, voir Fiche technique et Distribution.
Roses de Piccadilly (titre original : Love, Life and Laughter) est un film muet britannique réalisé par George Pearson et sorti en 1923. Pendant de nombreuses années, le film a été considéré comme perdu, et était répertorié comme l'un des 75 Most Wanted (liste des films perdus les plus importants) du British Film Institute. Le 2 avril 2014, l'Institut de film hollandais EYE a annoncé qu'une copie du film a été découverte dans ses réserves,.

## Synopsis
Un auteur appauvri et une fille de cabaret ont chacun leur rêve de réussite, mais sont heureux de se réveiller l'un à l'autre et à la réalité de leur propre situation.

## Fiche technique
- Titre original : Love, Life and Laughter
- Réalisation : George Pearson
- Scénario : George Pearson
- Photographie : Percy Strong
- Durée : 90 minutes
- Pays de production : Royaume-Uni
- Format : muet
- Dates de sortie :
  -  Royaume-Uni : juin 1923

## Distribution
- Betty Balfour : Tip-Toes
- Harry Jonas (en) : le garçon

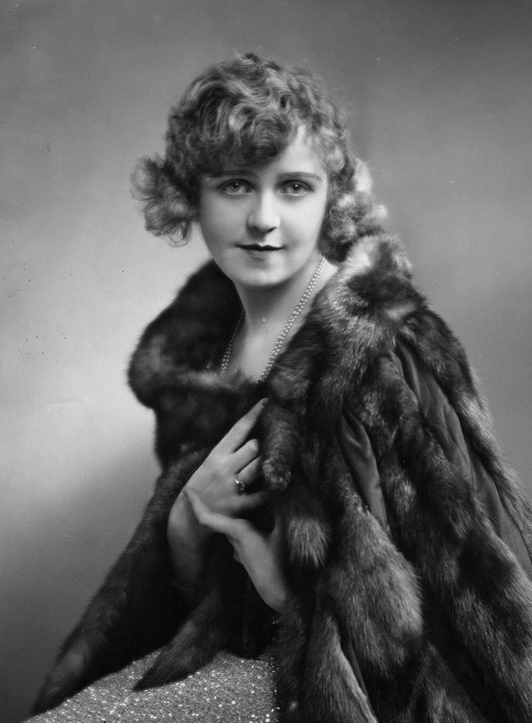
Betty Balfour (dans les années 1920)

- Frank Stanmore : The Balloon-Blower
- Annie Esmond (en) : sa femme
- Nancy Price : son amie
- Sydney Fairbrother (en) : Lily
- Eric Smith : Charlie
- A. Harding Steerman (en) : le musicien
- Audrey Ridgewell : sa fille
- Gordon Hopkirk (en) : l'homme riche
- Dacia : danseuse